# 鄧爾邦
鄧爾邦（英語：Raymond Tang Yee-Bong，1942年—），是前任香港平等機會委員會主席，任期為2005年至2010年。之前，鄧爾邦曾任證券及期貨事務監察委員會律師及個人資料私隱專員。2009年4月，審計報告批評鄧爾邦，指他未獲審批而以公帑支付私人消費開支。

## 相關
- 人壽保險
- 總統套房
- 空氣清新機
- 謝偉俊
- 中大學生報
- 架勢堂森美

## 外部連結
- 明報：平機會主席鄧爾邦 （页面存档备份，存于）
- 太陽報: 政府荒謬包庇鄧爾邦濫權[永久]
- 東方日報: 議員圍攻鄧爾邦 詞窮理屈仍死撐 （页面存档备份，存于）